# Othonna
Othonna är ett släkte av korgblommiga växter. Othonna ingår i familjen korgblommiga växter.

## Dottertaxa tillOthonna, i alfabetisk ordning[1]
- Othonna abrotanifolia
- Othonna acutiloba
- Othonna alata
- Othonna alba
- Othonna amplexifolia
- Othonna arborescens
- Othonna arbuscula
- Othonna armiana
- Othonna auriculifolia
- Othonna brandbergensis
- Othonna bulbosa
- Othonna burttii
- Othonna cacalioides
- Othonna cakilefolia
- Othonna campanulata
- Othonna capensis
- Othonna carnosa
- Othonna chromochaeta
- Othonna ciliata
- Othonna clavifolia
- Othonna coronopifolia
- Othonna cuneata
- Othonna cyclophylla
- Othonna cylindrica
- Othonna decurrens
- Othonna dentata
- Othonna digitata
- Othonna divaricata
- Othonna diversifolia
- Othonna elliptica
- Othonna eriocarpa
- Othonna euphorbioides
- Othonna filicaulis
- Othonna floribunda
- Othonna frutescens
- Othonna furcata
- Othonna graveolens
- Othonna gymnodiscus
- Othonna hallii
- Othonna hederifolia
- Othonna herrei
- Othonna heterophylla
- Othonna huillensis
- Othonna humilis
- Othonna incisa
- Othonna intermedia
- Othonna lasiocarpa
- Othonna laureola
- Othonna lepidocaulis
- Othonna leptodactyla
- Othonna lineariifolia
- Othonna lingua
- Othonna lobata
- Othonna lyrata
- Othonna macrophylla
- Othonna macrosperma
- Othonna membranifolia
- Othonna mucronata
- Othonna multicaulis
- Othonna nana
- Othonna natalensis
- Othonna nodulosa
- Othonna obtusiloba
- Othonna oleracea
- Othonna opima
- Othonna osteospermoides
- Othonna ovalifolia
- Othonna pachypoda
- Othonna papaveroides
- Othonna parviflora
- Othonna patula
- Othonna pavelkae
- Othonna pavonia
- Othonna perfoliata
- Othonna petiolaris
- Othonna pinnata
- Othonna plantaginea
- Othonna pluridentata
- Othonna primulina
- Othonna protecta
- Othonna pteronioides
- Othonna purpurascens
- Othonna pygmaea
- Othonna quercifolia
- Othonna quinquedentata
- Othonna quinqueradiata
- Othonna ramulosa
- Othonna rechingeri
- Othonna reticulata
- Othonna retrofracta
- Othonna retrorsa
- Othonna rhamnoides
- Othonna rosea
- Othonna rotundifolia
- Othonna rufibarbis
- Othonna sedifolia
- Othonna semicalva
- Othonna sonchifolia
- Othonna sparsiflora
- Othonna spinescens
- Othonna stenophylla
- Othonna taraxacoides
- Othonna tephrosioides
- Othonna tortuosa
- Othonna trinervia
- Othonna triplinervia
- Othonna umbelliformis
- Othonna vestita
- Othonna whyteana
- Othonna viminea
- Othonna zeyheri